# Tillyhaus (Ingolstadt)

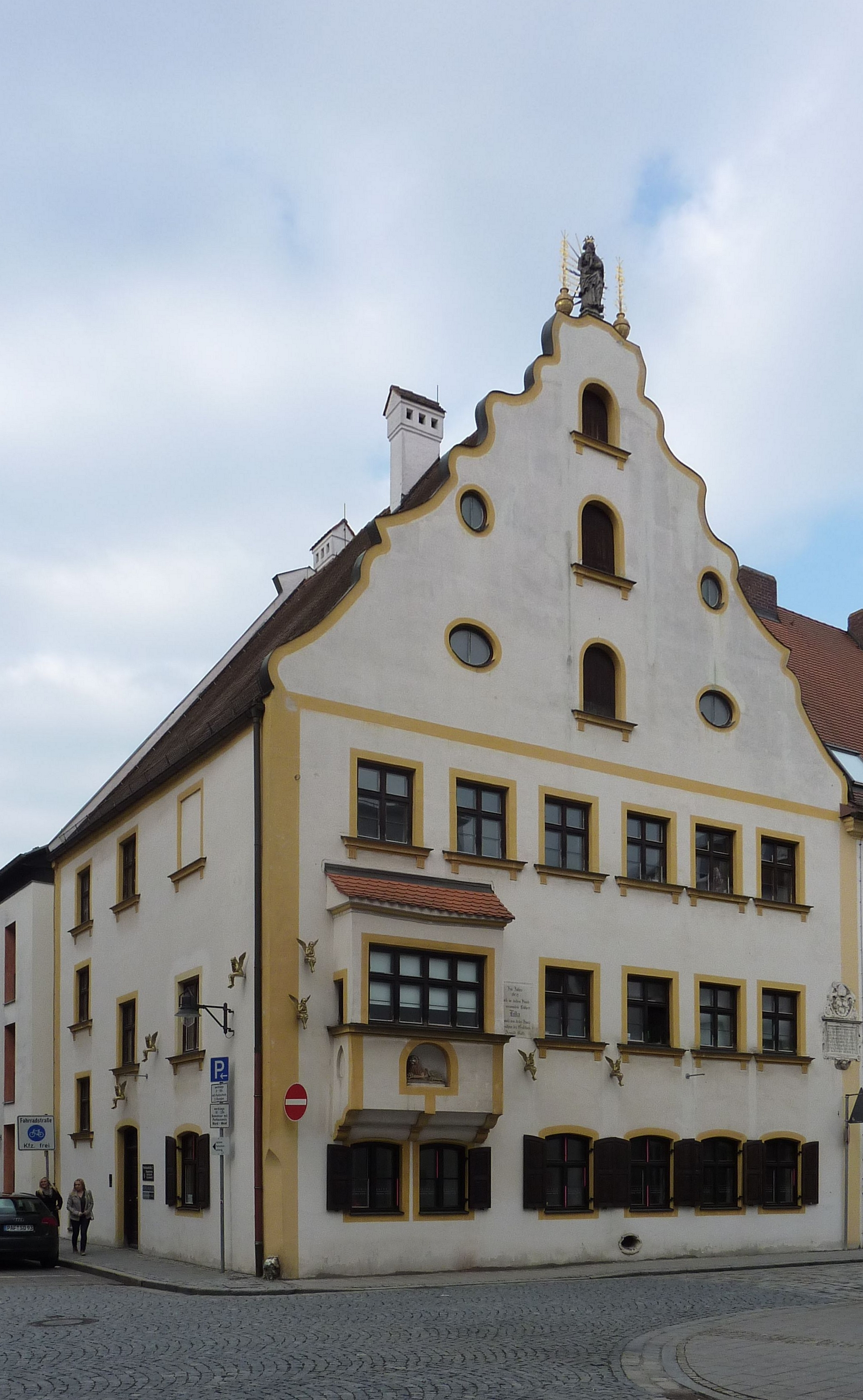
Das Tillyhaus

Das Tillyhaus ist ein denkmalgeschützter Profanbau in Ingolstadt, dessen Name an den darin während des Dreißigjährigen Krieges verstorbenen bayerischen Feldherrn Johann T’Serclaes von Tilly erinnert.

## Baubeschreibung und heutige Nutzung
Der dreigeschossige Barockbau entstand 1710 durch Umbau unter Einbeziehung älterer Außenmauern. Der reich gestaltete Schweifgiebel des Satteldaches weist zur Johannesstraße hin. Auf der gleichen Seite ist im ersten Stock ein Kastenerker angebracht, hofseitig wurde ein dreigeschossiger Arkadengang angebaut. Die Außenmauer ziert eine Wappenkartusche und gerahmte Stifterinschrift (bez. 1600) sowie eine Gedenktafel für den 1632 im Vorgängerbau verstorbenen bayerischen Feldherrn Tilly. Das in der Neubaustraße 2 gelegene Gebäude wurde bis 2018 als Staatliches Schulamt genutzt und beherbergt nunmehr das städtische Amt für Brand- und Katastrophenschutz.

## Tillys Tod

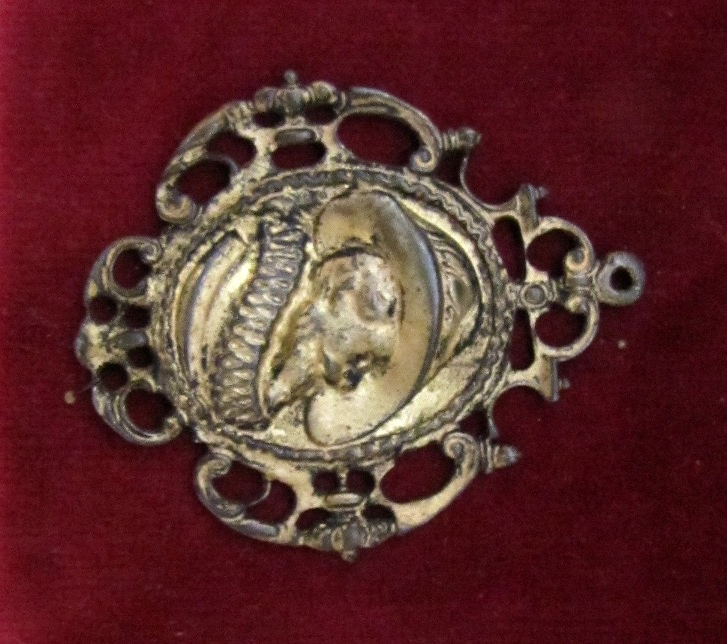
Medaille auf den Tod Tillys mit rückseitiger Aufschrift: „Der Kirche Schwert und Schild – Ingolstadt 1632“ (HGM)

Am 15. April 1632 wurde Tilly während der Schlacht bei Rain am Lech bei der Verteidigung des Lechübergangs gegen das zahlenmäßig überlegene schwedische Heer der rechte Oberschenkel durch eine Arkebusenkugel zerschmettert. Tillys Truppen zogen sich in das stark befestigte Ingolstadt zurück, wo der Schwerverwundete im heutigen Tillyhaus untergebracht wurde. Die Verletzung hatte eine Knochenmarkentzündung zur Folge, der Tilly am 30. April 1632 erlag. Schwedenkönig Gustav Adolf musste die Belagerung Ingolstadt erfolglos aufheben und fiel ein halbes Jahr später in der Schlacht bei Lützen. Tillys Leichnam wurde zunächst in der Ingolstädter Jesuitenkirche bestattet und 1652 letztlich nach Altötting überführt.